# Inostemma szelenyii
Inostemma szelenyii är en stekelart som beskrevs av Peter Neerup Buhl 2004. Inostemma szelenyii ingår i släktet Inostemma och familjen gallmyggesteklar. Inga underarter finns listade i Catalogue of Life.